# Pedro Barrantes
Pedro Barrantes (León, c. 1863-Madrid, 1912) fue un escritor y periodista español de la bohemia.

## Biografía
Valenciano para unos, leonés para otros, amigo del escritor Eduardo Zamacois, quien en su libro de memorias Años de miseria y de risa dejó un puñado de anécdotas del poeta, llevó una juventud bohemia y descreída, durante la cual colaboró en la revista anticlerical Las Dominicales del Libre Pensamiento, dirigida por Ramón Chíes. Sufrió procesos y cárceles por sus violentos e ingeniosos artículos contra la religión, la monarquía y las instituciones sociales de gobierno y justicia; no siempre los escribía él, ya que trabajaba por un duro diario como "hombre de paja" del periódico El País, firmando artículos que nadie quería asumir y haciéndose responsable de aquellos peligrosos y denunciados.  Hacia 1894 abjuró de sus ideas y se reconcilió con la Iglesia católica, pasando a colaborar en 1897 en El Movimiento Católico y La Ilustración Católica; a esta etapa corresponde su libro poético Tierra y cielo (1896). Sin embargo, después de esta conversión, al parecer volvió a escribir nuevamente textos anticlericales. Publicó versos, cuentos y artículos en Vida Galante (1899 a 1901), dirigida por su amigo Zamacois, en Pluma y Lápiz, Barcelona Cómica, Madrid Cómico y La Ilustración Española e Hispanoamericana. Fallecido el 9 de octubre de 1912 en Madrid, fue enterrado presumiblemente en el cementerio del Este.
Como poeta fue un modernista algo prosaico. En su libro más célebre, según Barreiro "un saco de demasías" escrito para escandalizar, Delirium tremens (1890; 2.ª ed., 1910), escribió unos famosos versos a un asesino llamado Muñoz que estaba preso en la cárcel de Sevilla: "Soy el terrible Muñoz/ el asesino feroz/ que nunca se encuentra inerme/ y soy capaz de comerme/ cadáveres con arroz". Recitados estos versos ante Pío Baroja, éste le dijo: "esto no tiene nada de particular y menos para un valenciano", pues Baroja, como Julio Cejador, lo creía valenciano, aunque nuestro hombre era leonés. Y cuando Barrantes pregunta por qué Baroja le contesta: "porque los cadáveres con arroz es lo que constituye la paella". 

## Obras

### Lírica
- El drama del Calvario (Poema), Madrid, Establecimiento Tipográfico de P. Núñez, 1887.
- Con Severiano Nicoláu, Dios (Canto), Valencia, Imprenta de la Casa de Beneficencia, 1888.
- Delirium tremens: (poesías), Madrid, Celestino Apaolaza, 1890. 2.ª ed., corregida: Madrid, Pueyo, 1910.
- Anatemas, Valencia, Imprenta de El Mercantil Valenciano, 1892.
- Tierra y cielo, Madrid, Imprenta del Asilo de Huérfanos del Sagrado Corazón de Jesús, 1896. 2.ª y 3.ª eds.: 1897.
- Delirium tremens, edición, introducción y notas de Javier Manzano Franco, Sevilla, Cangrejo Pistolero, 2014.

### Otros
- El Padre Sanz, Madrid, Imprenta de Antonio Marzo, 1899.
- Polavieja, Madrid, Imprenta de Antonio Marzo, 1899.
- Weyler, Madrid, Imprenta de Antonio Marzo, 1899.